# Kampania holenderska

Przebieg kampanii holenderskiej

Kampania holenderska – obok kampanii belgijskiej i inwazji na Luksemburg jedna z kampanii Wehrmachtu będących częścią składową operacji Fall Gelb, niemieckiego planu podbicia Europy Północno-Zachodniej podczas II wojny światowej. Inwazja rozpoczęła się 10 maja i zakończyła się kapitulacją Holandii 14 maja, chociaż walki w prowincji Zelandia trwały do 17 maja.

## Sytuacja przed inwazją

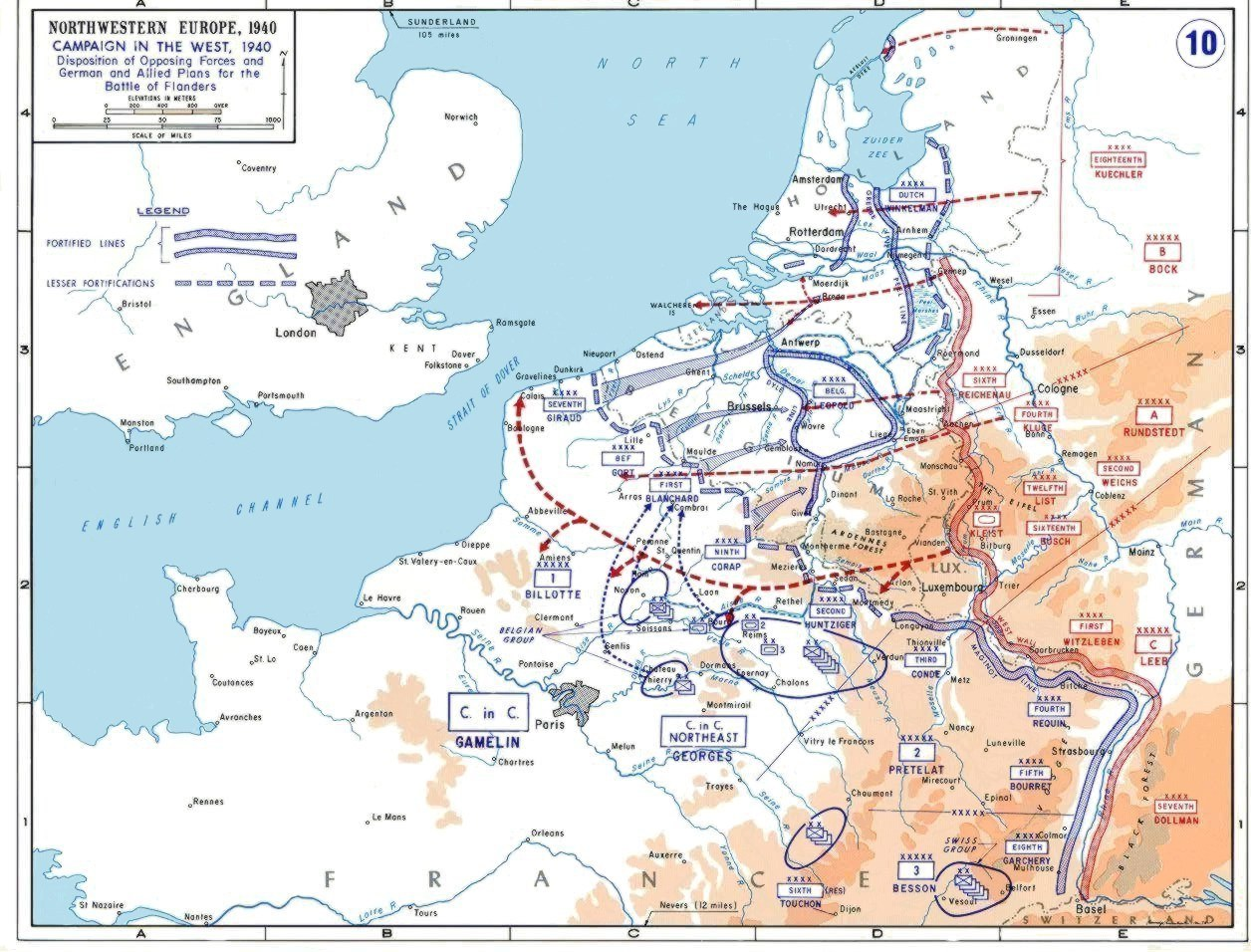
Rozmieszczenie wojsk niemieckich i alianckich w 1940 roku i ostateczny przebieg realizacji planu Fall Gelb

Mimo że Holandia w 1939 ogłosiła neutralność, Niemcy planowały błyskawiczny atak na ten kraj i Belgię, by wykorzystać fakt, że granica pomiędzy Francją a Belgią nie była tak mocno ufortyfikowana jak granica francusko-niemiecka (zob. Nowe Fronty). Także holenderskie i belgijskie linie umocnień nie były połączone, co umożliwiało Niemcom szybkie obejście holenderskich linii umocnień przez słabo broniony obszar w Belgii. Ponadto Niemcy chcieli przejąć holenderskie lotniska i utrudnić ewentualną akcję aliantów, którzy mogli planować wykorzystanie Holandii do uderzenia na niemieckie tyły. Dodatkowo pełna kapitulacja Holandii dawała Niemcom polityczną kartę przetargową w przyszłych rokowaniach pokojowych.
Po stronie niemieckiej kampania holenderska została przeprowadzona przede wszystkim siłami 18 Armii Georga von Küchlera z Grupy Armii B Fedora von Bocka, wspieranej przez 6 Armię Waltera von Reichenau (której głównym zadaniem był atak na Belgię na zachodzie) i VII Korpus Lotniczy, w skład którego wchodziły niemieckie wojska spadochronowe (1 Dywizja Spadochronowa i 22 Dywizja Piechoty).
W kampanii holenderskiej po raz pierwszy użyto na znaczną skalę wojsk spadochronowych; niemiecki plan zakładał, że opanują one kluczowe punkty i zakładano nawet możliwość zdobycia Holandii w jeden dzień. Do tego celu przeznaczono 10 000 – 12 000 spadochroniarzy i blisko 1000 samolotów. Fallschirmjäger mieli m.in. znaleźć i aresztować holenderską rodzinę królewską, rząd i naczelne dowództwo armii, a także zdobyć i utrzymać ważne mosty oraz lotniska. Główne siły niemieckie miały tymczasem odciąć Holendrów od wojsk francuskich i Brytyjskiego Korpusu Ekspedycyjnego w Belgii, a następnie przełamać wszelkie pozostałe holenderskie punkty oporu, aż do momentu poddania się kraju.
Holendrzy zakładali, że będą w stanie bronić się przez trzy tygodnie, zwłaszcza na obszarze znanym jako „Holenderska Forteca”. Obejmował on 2/3 terytorium Holandii i wyznaczały go punkty: Dordrecht na południu, Utrecht na wschodzie, Amsterdam na północnym wschodzie i Haarlem na północy. „Forteca” była obwarowana liniami umocnień, a także naturalnymi i sztucznymi przeszkodami wodnymi (zakładano m.in. zniszczenie licznych tam i zalanie dużych obszarów).

## Inwazja

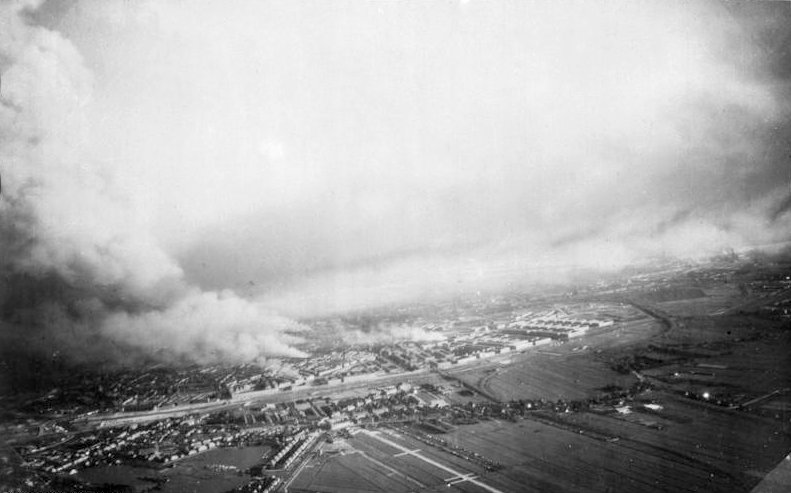
Rotterdam płonie po bombardowaniu

Holendrzy spodziewali się inwazji, gdyż zostali uprzedzeni o niej przez Hansa Ostera. Atak nastąpił w dniu 10 maja. Równocześnie strona niemiecka przekazała rządowi holenderskiemu notę z oświadczeniem o rozpoczęciu działań wojskowych na terytorium Holandii i wezwaniem do niestawiania oporu. W nocie podano, że celem operacji jest przeciwdziałanie spodziewanej inwazji ze strony Anglii i Francji, planujących wkroczenie do Niemiec przez terytoria Holandii, Belgii i Luksemburga. W odpowiedzi rząd holenderski oświadczył, że pomimo braku formalnego wypowiedzenia wojny, działania niemieckie uzasadniają stwierdzenie stanu wojny między oboma państwami.
Wojska holenderskie stawiły najeźdźcom opór. Niepowodzeniem dla Niemców okazała się ich operacja spadochronowa − 10 maja, podczas tzw. bitwy o Hagę, około 3000 spadochroniarzy nie tylko nie opanowało wyznaczonych im celów, ale też połowa z nich została zmuszona do poddania się. Niemcy ponieśli także o wiele większe niż zakładano straty w samolotach transportowych. Bardziej udane okazały się inne części operacji desantowej, m.in. bitwa o Rotterdam, gdzie spadochroniarze opanowali kluczowe mosty i utrzymali je do czasu połączenia się z siłami lądowymi (lub przynajmniej uniemożliwili Holendrom ich wysadzenie). Niemieckie plany zdobycia innych mostów przez oddziały komandosów i piątej kolumny w większości przypadków zawiodły. Mimo początkowych opóźnień, 12 i 13 maja wojska niemieckie odniosły jednak znaczne sukcesy, odcinając Holendrów od pozostałych wojsk alianckich, a wojska pancerne planowały wykorzystanie mostów zdobytych przez spadochroniarzy w Rotterdamie. 12 maja rozpoczęła się bitwa o Afsluitdijk (która trwała do 14 maja). 13 maja rząd holenderski i rodzina królewska opuściły kraj na brytyjskim niszczycielu. Głównodowodzący wojskami holenderskimi generał Henri Winkelman nie zamierzał jednak poddawać się, dopóki sytuacja nie będzie krytyczna. Dopiero bombardowanie Rotterdamu 14 maja i groźba nalotów na kolejne miasta, którym Holandia nie mogła zapobiec, doprowadziły do kapitulacji Winkelmana i wojsk holenderskich tego samego dnia.
Jedynymi holenderskimi oddziałami, które nie złożyły wtedy broni, były wojska w prowincji Zelandii; wraz z oddziałami francuskimi, które przejęły kontrolę nad tym obszarem, stawiały opór do 17 maja.